# 胡子昭
胡子昭（1360年—1402年），字仲常，初名誌高，四川行省嘉定府路榮縣（今四川自贡）人。明朝初期政治人物。
方孝孺任漢中教授時，胡子昭從學于方，后蜀獻王薦為縣訓導。建文初年，参与修编《明太祖实录》，授檢討。后累任至刑部侍郎。朱棣发动“靖难之役”，攻破南京后，方孝孺被“诛十族”。胡子昭连坐而被诛杀。